# 塞利格曼灣
67°50′S 65°30′W / 67.833°S 65.500°W
塞利格曼灣（英語：Seligman Inlet），是南極洲的海灣，位於葛拉漢地的鮑曼海岸，處於喬伊斯角和弗里曼角之間，長11公里，在1940年由美國探險隊拍攝空中照片，在1947年由英國研究隊繪入地圖，現時由南極條約體系管理。